# ISO 3166-2:EE
ISO 3166-2:EE
La siguiente es una lista de los códigos ISO 3166-2 para los condados de Estonia.
- EE-37 : Condado de Harju
- EE-39 : Condado de Hiiu
- EE-44 : Condado de Ida-Viru
- EE-49 : Condado de Jõgeva
- EE-51 : Condado de Järva
- EE-57 : Condado de Lääne
- EE-59 : Condado de Lääne-Viru
- EE-65 : Condado de Põlva
- EE-67 : Condado de Pärnu
- EE-70 : Condado de Rapla
- EE-74 : Condado de Saare
- EE-78 : Condado de Tartu
- EE-82 : Condado de Valga
- EE-84 : Condado de Viljandi
- EE-86 : Condado de Võru

- Datos: Q691199